# Stringin' Along with Chet Atkins
Stringin' Along with Chet Atkins est un album classique du célèbre guitariste Chet Atkins, sorti en 1953.
Face 1
- Oh By Jingo
- Indian Love Call
- Memphis Blues
- 12th Street Rag]
- Gallopin' Guitar
- St. Louis Blues

Face 2
- Main Street Breakdown
- Hello My Baby
- Alice Blue Gown
- Blue Gypsy
- Black Mountain Rag
- Third Man Theme